# Военный ординариат Италии
Военный ординариат Италии (итал. Ordinariato Militare in Italia) — военный ординариат Римско-Католической Церкви, действующий в Италии. Военный ординариат Италии, подчиняясь непосредственно Святому Престолу, обеспечивает пастырское окормление военнослужащих католического вероисповедания итальянской армии и их семей.

## История
6 марта 1925 года был учреждён военный викариат Италии. 21 июля 1986 года военный викариат Италии был преобразован в военный ординариат Италии.

## Ординарии военного ординариата
- архиепископ Angelo Bartolomasi (23.04.1929 — 28.10.1944);
- архиепископ Carlo Alberto Ferrero di Cavallerleone (28.10.1944 — 4.11.1953);
- архиепископ Arrigo Pintonello (4.11.1953 — 1.05.1965), назначен апостольским администратором Веллетри;
- архиепископ Luigi Maffeo (16.01.1966 — † 7.05.1971);
- архиепископ Mario Schierano (28.08.1971 — 27.10.1981);
- архиепископ Gaetano Bonicelli (28.10.1981 — 14.11.1989), назначен архиепископом Сиены — Колле-ди-Валь-д’Эльсы — Монтальчино;
- архиепископ Giovanni Marra (14.11.1989 — 31.01.1996);
- архиепископ Giuseppe Mani (31.01.1996 — 20.06.2003), назначен архиепископом Кальяри;
- архиепископ Анджело Баньяско (20.06.2003 — 29.08.2006), назначен архиепископом Генуи; с 2007 года — кардинал;
- архиепископ Vincenzo Pelvi (14.10.2006 — 11.08.2013);
- архиепископ Santo Marcianò (10.10.2013 — 10.04.2025, в отставке);
- архиепископ Gian Franco Saba (с 10.04.2025 — по настоящее время).